# Максютово (Белебеевский район)
Максютово (баш. Мәҡсүт) — деревня в Белебеевском районе Башкортостана, относится к Донскому сельсовету.

## География
Расстояние до:
- районного центра (Белебей): 26 км,
- центра сельсовета (Пахарь): 4 км,
- ближайшей ж/д станции (Глуховская): 8 км.

## История
Название происходит от личного имени Мәксүт.
Во время Великой Отечественной войны в селе находилось подразделение формирующейся с января 1942 года 124-я стрелковой бригады.

## Население
| 2002 | 2009 | 2010 |
| ---- | ---- | ---- |
| 3    | →3   | ↘0   |

Национальный состав
Согласно переписи 2002 года, преобладающая национальность — русские (100 %).